# Ismael Huerta
Ismael Huerta Díaz (Talcahuano, 13 de octubre de 1916-Santiago, 9 de junio de 1997) fue un marino chileno que alcanzó el grado de vicealmirante de la Armada. Durante el gobierno del presidente Salvador Allende ocupó el cargo de ministro de Obras Públicas y Transportes. Luego, bajo la dictadura militar del general Augusto Pinochet que derrocó a dicho mandatario, se desempeñó como ministro de Relaciones Exteriores y embajador representante permanente de Chile ante las Naciones Unidas, con sede en Nueva York (Estados Unidos). También, fue rector de la Universidad Técnica Federico Santa María.

## Familia y estudios
Nació en Talcahuano el 13 de octubre de 1916, hijo de Lucrecia Díaz Vargas y de Ismael Huerta Lira, contraalmirante de la Armada de Chile. Debido a los transbordos de su padre, comenzó sus estudios preescolares en el Colegio de la Inmaculada Concepción de Talcahuano. Luego, en Punta Arenas, asistió al Liceo Salesiano San José, y finalmente al Colegio de los Sagrados Corazones de Valparaíso.
Rendido el tercer año de humanidades, requisito de estudios para ingresar a la Escuela Naval Arturo Prat, no pudo hacerlo por no tener la edad mínima exigida.
En marzo de 1942 contrajo matrimonio con Guillermina Wallace Dunsmore Aird, con quien tuvo cuatro hijos: Ismael, Bernarda, Jorge (quien también llegaría a ser marino y alcanzar el rango de vicealmirante) y Mina.

## Carrera naval
Luego de cursar el cuarto año de humanidades, ingresó a la Escuela Naval el 23 de febrero de 1931. Egresó como guardiamarina de 2ª clase el 1 de enero de 1936, con la segunda antigüedad de su promoción.
El 30 de enero de 1936 efectuó el viaje de instrucción de guardiamarinas a bordo del petrolero "Maipo", que estaba comandado por el capitán de navío Luis Villarroel de la Rosa. El itinerario incluyó: Valparaíso, Isla de Pascua, Estados Unidos de América —los puertos de San Diego y Los Ángeles— y regresó a Valparaíso después de sesenta días. Terminado este viaje fue trasbordado a la corbeta "General Baquedano", buque en el cual el curso de guardiamarinas efectuó el levantamiento hidrográfico de la bahía de Quintero y posteriormente al acorazado "Almirante Latorre", donde continuó la instrucción del curso de guardiamarinas
En junio de 1936 se embarcó en la M/N "Huasco" con destino a Antofagasta y luego en el "Arizona", nave de la Compagnie Générale Transatlantique, elegida por la Armada para que se trasladara a Francia y tuviera tiempo de practicar francés. El viaje en el “Arizona” duró seis semanas, y luego en París tuvo seis semanas más para practicar el idioma galo antes de presentarse en el buque escuela.
Al término del viaje, el 1 de octubre de 1936 fue notificado de que había sido seleccionado para que, junto con el guardiamarina Aureliano Villegas, efectuara el viaje de instrucción del crucero escuela francés "Jeanne d'Arc". El 14 de febrero de 1937 fue ascendido a guardiamarina de 1ª clase.
Finalizado el viaje de instrucción, tras una breve estada en París, efectuó curso de radio en la Escuela Superior de Electricidad de esa ciudad. El curso duró desde octubre de 1937 hasta julio de 1938. Luego la casa Telefunken de Berlín lo invitó a que continuara sus estudios de radio en Alemania; este curso práctico sobre equipos de comunicaciones navales y de aviación fue desde noviembre de 1938 hasta enero de 1939.
El 24 de febrero de 1939 desembarcó en Valparaíso del vapor "Colombo" luego de dos años, ocho meses y cinco días de ausencia. La superioridad naval dispuso que efectuara el curso de aplicación de artillería que se dictaba a bordo del crucero "Blanco Encalada" y luego, para terminar los cursos de aplicación, fue transbordado a la Escuela de Torpedos y Electricidad, en Talcahuano, para tomar ramos sobre Torpedos, Explosivos, Bajo Voltaje, Teléfonos, Buceo, Submarinos y Girocompases; donde obtuvo el primer lugar.
En febrero de 1940 fue transbordado al transporte "Abtao" para que efectuara los requisitos de navegación, que según la comisión de exámenes, le faltaba completar. Estando a bordo tuvo que aceptar seguir la carrera de técnico, por sus estudios en Francia y Alemania, contra sus deseos de ser oficial especialista en artillería.
El 14 de febrero de 1941 fue transbordado a la Escuela de Comunicaciones para cursar la especialidad de Comunicaciones e Informaciones, siendo ascendido además a teniente segundo, con la primera antigüedad de su promoción. El 8 de agosto de ese año se dispuso su embarco en el buque "Araucano" para tomar a cargo la instalación de un nuevo transmisor de onda corta. Terminado el curso de especialidad, en marzo de 1942, fue destinado al Subdepartamento de Comunicaciones de Valparaíso, como oficial técnico.
En octubre de 1942 fue transbordado al Subdepartamento de Comunicaciones Navales de Talcahuano como oficial detall, desempeñándose simultáneamente como instructor en la Escuela de Submarinos desde 1943. El 29 de julio de 1944 fue ascendido a teniente primero.
En 1946 asumió como jefe del Subdepartamento, en calidad de interino y a principios de 1947 fue nuevamente transbordado al Subdepartamento de Telecomunicaciones Navales de Valparaíso. Estando en esta repartición, entre 1948 y 1949, fue embarcado en comisión en la fragata "Covadonga", integrando la 3ª Expedición Antártica, que requería un técnico en radiocomunicaciones para modificar la instalación de la radioestación Base Naval Antártica "Arturo Prat".
De regreso a Viña del Mar, en abril de 1949 se embarcó con su familia en el "Alondra" para cumplir transbordo a Punta Arenas como jefe del Subdepartamento de Telecomunicaciones de Magallanes, en el cual le cupo la responsabilidad de la instalación de la Radioestación de Río Los Ciervos. El 10 de junio de ese año fue ascendido a capitán de corbeta.
También, cumplió numerosas comisiones en los patrulleros "Lautaro", y "Lientur", y en la barcaza "Grumete Díaz", naves en las que recorrió la jurisdicción naval, desde el faro San Pedro hasta la isla Navarino. A fines de 1950 y principios de 1951 se embarcó en comisión en la fragata "Iquique", formando parte de la 4ª Expedición Antártica.
En mayo de 1953 fue destinado a la misión naval de Chile en Londres (Inglaterra), como inspector de los radares que se estaban fabricando para el acorazado "Almirante Latorre", nave que se pensaba modernizar. Durante su permanencia en dicho país efectuó curso de radares en Marconi College y en la Escuela de Electrónica de la Royal Navy, en el H.M.S. "Collingwood". Debido a que el plan de modernización del viejo acorazado no prosperó, regresó a Chile en noviembre de 1954, siendo destinado al Subdepartamento de Electrónica y Telecomunicaciones Navales de Talcahuano, nuevo nombre del antiguo Subdepartamento de Comunicaciones, donde se había desempeñado anteriormente como jefe interino.
En marzo de 1957 fue destinado al Arsenal de Valparaíso, en el que asumió la jefatura del Subdepartamento de Electrónica. A comienzos de 1958 fue enviado en comisión a la Academia de Guerra Naval a efectuar el curso de informaciones del Estado Mayor. Terminado éste se reintegró al Arsenal, pero a mediados de año fue designado como jefe del Departamento de Electrónica de la Dirección de Armamentos, jefatura que conservó por casi diez años.
En 1960, a petición de la Universidad Santa María, dictó un curso en su Escuela de Verano: Sistemas Electrónicos de Ayuda a la Navegación. También en esa época y por varios años dictó clases de Sonar y Acústica Submarina a los oficiales alumnos de los cursos de submarinos y de electrónica de la Armada. La Universidad Católica de Valparaíso organizó un Politécnico para expertos pesqueros al que dictó rudimentos de navegación electrónica: radar, sonar, ecosonda y radiogionómetro. También dictó cursillos y conferencias en escuelas de temporada de diversas universidades. A los cursos de especialistas en Navegación de la Armada le dictó la asignatura de Sistemas Electrónicos Aplicados a la Navegación.
El 17 de octubre de 1962 fue ascendido al grado de capitán de navío, siendo designado como subdirector de la Dirección de Armamento sin perjuicio de su puesto de jefe del Departamento de Electrónica.
En 1965 fue enviado en comisión y efectuó el curso de alto comando integrado por 17 coroneles del Ejército y la Fuerza Aérea, 10 capitanes de navío y 2 civiles pertenecientes al Ministerio de Relaciones Exteriores. Estando en este curso le correspondió desempeñarse como edecán de los reyes de Bélgica durante su visita oficial a Chile.
El 28 de octubre de 1967 fue nombrado —en calidad de subrogante— como director de Armamentos de la Armada y de la Academia Politécnica, por lo que pasó a integrar el Consejo Naval, órgano consultivo del comandante en jefe en el cual se desarrollan los debates al más alto nivel institucional.
El 15 de enero de 1969 fue ascendido al grado de contraalmirante y se le concedió la Condecoración "Presidente de la República". El 16 de febrero del mismo año fue designado como director de la Dirección de Astilleros y Maestranzas de la Armada (ASMAR).
A mediados de 1971 fue designado como director de la Compañía de Acero del Pacífico (CAP), en representación de las Fuerzas Armadas. De la misma manera, el 5 de febrero de 1973 fue designado como director general de los Servicios de la Armada, y el 17 de septiembre del mismo año fue ascendido a vicealmirante. Se acogió a retiro el 3 de junio de 1977.

### Historial militar
Su historial de ascensos en la Armada fue el siguiente:
- 1931: Cadete de la Escuela Naval Arturo Prat
- 1936: Guardiamarina de 2ª clase
- 1937: Guardiamarina de 1ª clase
- 1941: Teniente segundo
- 1944: Teniente primero
- 1949: Capitán de corbeta
- 195?: Capitán de fragata
- 1962: Capitán de navío
- 1969: Contraalmirante
- 1973: Vicealmirante

## Carrera política

### Durante la Unidad Popular
El 2 de noviembre de 1972 fue nombrado como ministro de Estado en la cartera de Obras Públicas y Transporte.  En esa fecha el presidente Salvador Allende integró al gabinete ministerial a tres altos oficiales de las Fuerzas Armadas en un intento de estabilizar la situación interna del país. A los pocos días de haber asumido el cargo, desconocidos lanzaron una bomba al jardín de su casa en Viña del Mar, la que fue encontrada por su esposa y hecha detonar por expertos militares; era de alto poder explosivo.
El 22 de diciembre de ese año hizo entrega de la Dirección de ASMAR al contraalmirante Gerald Wood. Renunció a su cargo de ministro el 31 de enero de 1973, designándose como sucesor al también contraalmirante, Daniel Arellano Mac-Leod.
En marzo de 1973, criticó duramente el proyecto educacional del gobierno de Salvador Allende, conocido como Escuela Nacional Unificada (ENU).

### Durante la dictadura militar
Fue partícipe del golpe de Estado del 11 de septiembre de 1973, el cual derrocó al gobierno del presidente Salvador Allende. Ese mismo día fue ascendido de facto al grado de vicealmirante. Fue nombrado como ministro de Relaciones Exteriores de Chile por la Junta Militar de Gobierno el 12 de septiembre de 1973, ejerciendo esa función hasta el 11 de julio de 1974. En el ejercicio del cargo defendió la dictadura militar ante la Asamblea General de las Naciones Unidas, denunciando la existencia del llamado «Plan Zeta». En febrero de 1974 se entrevistó con Henry Kissinger en la Ciudad de México.
El 30 de julio de 1974 fue nombrado embajador de Chile ante las Naciones Unidas. Permaneció en ese puesto hasta el 16 de mayo de 1977, cuando fue reemplazado por Sergio Diez.
El 14 de septiembre de 1977 asumió el cargo de rector de la Universidad Técnica Federico Santa María, que ejerció hasta el 17 de mayo de 1984.

## Obra escrita
- 1988: Volvería a ser marino